# Puya vestita
Puya vestita är en gräsväxtart som beskrevs av Éduard-François André. Puya vestita ingår i släktet Puya och familjen Bromeliaceae. Inga underarter finns listade i Catalogue of Life.